# .hu
Pour les articles homonymes, voir HU.
.hu est le domaine de premier niveau national réservé à la Hongrie. Il est introduit le 7 novembre 1990 et est exploité par le Conseil des Fournisseurs d'Accès Internet Hongrois  (Magyarországi Internet Szolgáltatók Tanácsa Tudományos Egyesület  ISzT). 

## Procédures d'enregistrement
Initialement, seuls les citoyens et les entreprises basés dans le pays pouvaient enregistrer un domaine .hu. Les parties intéressées étrangères n'étaient admises que si elles avaient leur résidence permanente en Hongrie ou si une marque y était enregistrée. En mars 2005, le registre a libéralisé ses critères et depuis lors, toute personne physique ou morale de l'Union européenne peut enregistrer un domaine .hu.
Depuis le printemps 2004, il est également possible d'enregistrer des domaines contenant les lettres accentuées hongroises (á, é, í, ó, ö, õ, ú, ü, ű).
Les noms de pays et les noms de localités sont protégés dans le ccTLD .hu par les règles et procédures d’enregistrement de domaine. Seule la municipalité locale est en droit de choisir un nom de domaine identique au nom d’établissement appartenant à la municipalité et seule la représentation officielle du pays concerné est en droit de choisir un nom de domaine identique au nom du pays en question (en hongrois, en anglais et dans la langue du pays).